# John van ’t Schip
Johannes Nicolaas „John” van ’t Schip (ur. 30 grudnia 1963 w Fort Saint John, Kolumbia Brytyjska, w Kanadzie) – holenderski trener i piłkarz, grający na pozycji pomocnika.

## Kariera klubowa
Van 't Schip jako dziecko trafił do juniorskiej szkółki Ajaksu Amsterdam. Do pierwszej drużyny trafił w sezonie 1981–1982, a w Eredivisie zadebiutował 6 grudnia 1981 roku w zwycięskim 4-1 meczu z FC Haarlem, wchodząc na boisko w 75 minucie. W Ajaksie grał przez 11 sezonów, rozgrywając w nim 273 mecze i strzelając 29 goli. Został pięć razy mistrzem Holandii w latach 1982, 1983, 1985 i 1990 oraz trzykrotnie zdobył Puchar Holandii w latach 1983, 1986 i 1987. Prawoskrzydłowy Van 't Schip pomógł Ajaksowi także w zdobyciu Pucharu Zdobywców Pucharów w 1987 roku i Pucharu UEFA w 1992 roku. Właśnie po tym ostatnim sukcesie Van ’t Schip wyjechał do Serie A do zespołu Genoa 1893, z którym w 1995 roku spadł do Serie B. W 1996 roku zakończył piłkarską karierę, z dorobkiem 83 meczów i 8 bramek w Serie A.

## Kariera reprezentacyjna
W reprezentacji Holandii Van 't Schip debiutował 29 kwietnia 1986 roku w zremisowanym 0-0 meczu z reprezentacją Szkocji. Łącznie w reprezentacji rozegrał 41 meczów i zdobył 2 bramki. Brał udział w MŚ w 1990, Euro 88 oraz Euro 92. W tej drugiej imprezie zdobył złoty medal.
Po zakończeniu piłkarskiej kariery van 't Schip został trenerem młodzieży w szkółce Ajaksu Amsterdam. W latach 2001–2003 był pierwszym trenerem FC Twente, a od 2004 roku był asystentem selekcjonera Marco van Bastena w reprezentacji Holandii. W kwietniu 2012 został szkoleniowcem meksykańskiego Chivas de Guadalajara. Został zwolniony 3 stycznia 2013, dzień przed rozpoczęciem sezonu Clausura 2013, odnosząc z Chivas bilans 8 zwycięstw, 6 remisów i 9 porażek w 23 spotkaniach.